# Ngòi Phú Khê
Ngòi Phú Khê là một con sông đổ ra Sông Thương. Sông có chiều dài 34 km và diện tích lưu vực là 146 km². Ngòi Phú Khê chảy qua các tỉnh Bắc Giang, Thái Nguyên.